# Rubus ucetanus
Rubus ucetanus är en rosväxtart som beskrevs av Liberty Hyde Bailey. Rubus ucetanus ingår i släktet rubusar, och familjen rosväxter. Inga underarter finns listade i Catalogue of Life.